# Bisdom Ibarra
Het bisdom Ibarra (Latijn: Dioecesis Ibarrensis) is een rooms-katholiek bisdom met als zetel Ibarra, in Ecuador. Het bisdom is suffragaan aan het aartsbisdom Quito. 

## Geschiedenis
Het bisdom werd opgericht op 29 december 1862, uit delen van het aartsbisdom Quito. Op 17 maart 1965 verloor het gebied bij de oprichting van het bisdom Tulcán. 

## Parochies
Het bisdom had in 2021 een oppervlakte van 4.896 km2 en telde 422.500 inwoners waarvan 94,0% rooms-katholiek was.

## Bisschoppen
- José Ignacio Checa y Barba (6 augustus 1866 - 16 maart 1868)
- Antonio Tomás Iturralde (25 juni 1869 - 1 juli 1876)
- Pedro Rafael González y Calixto (29 september 1876 - 15 juni 1893)
- Federico González y Suárez (30 juli 1895 - 14 december 1905)
- Ulpiano María Pérez y Quiñones (8 May 1907 - 4 december 1916)
- Alberto Maria Ordóñez Crespo (4 december 1916 - 5 december 1930)
- Alejandro Pasquel Monge (18 december 1931 - 18 september 1934)
- Cesar Antonio Mosquera Corral (18 september 1936 - 11 oktober 1954)
- Silvio Luis Haro Alvear (23 maart 1955 - 28 juni 1980)
- Juan Ignacio Larrea Holguín (28 juni 1980 - 5 augustus 1983; coadjutor sinds 11 juni 1975)
- Luis Oswaldo Pérez Calderón (21 augustus 1984 - 22 september 1989)
  - Bernardino Carlos Guillermo Honorato Echeverría Ruiz (apostolisch administrator: 1990 - 25 juli 1995)
- Antonio Arregui Yarza (25 juli 1995 - 7 mei 2003)
- Julio César Terán Dutari (14 februari 2004 - 25 maart 2011)
- Valter Dario Maggi (25 maart 2011 - 13 oktober 2018)
  - Guido Iván Minda Chalá (apostolisch administrator: 13 oktober 2018 - 1 februari 2020)
- Segundo René Coba Galarza (12 december 2019 - heden)

## Galerij van afbeeldingen

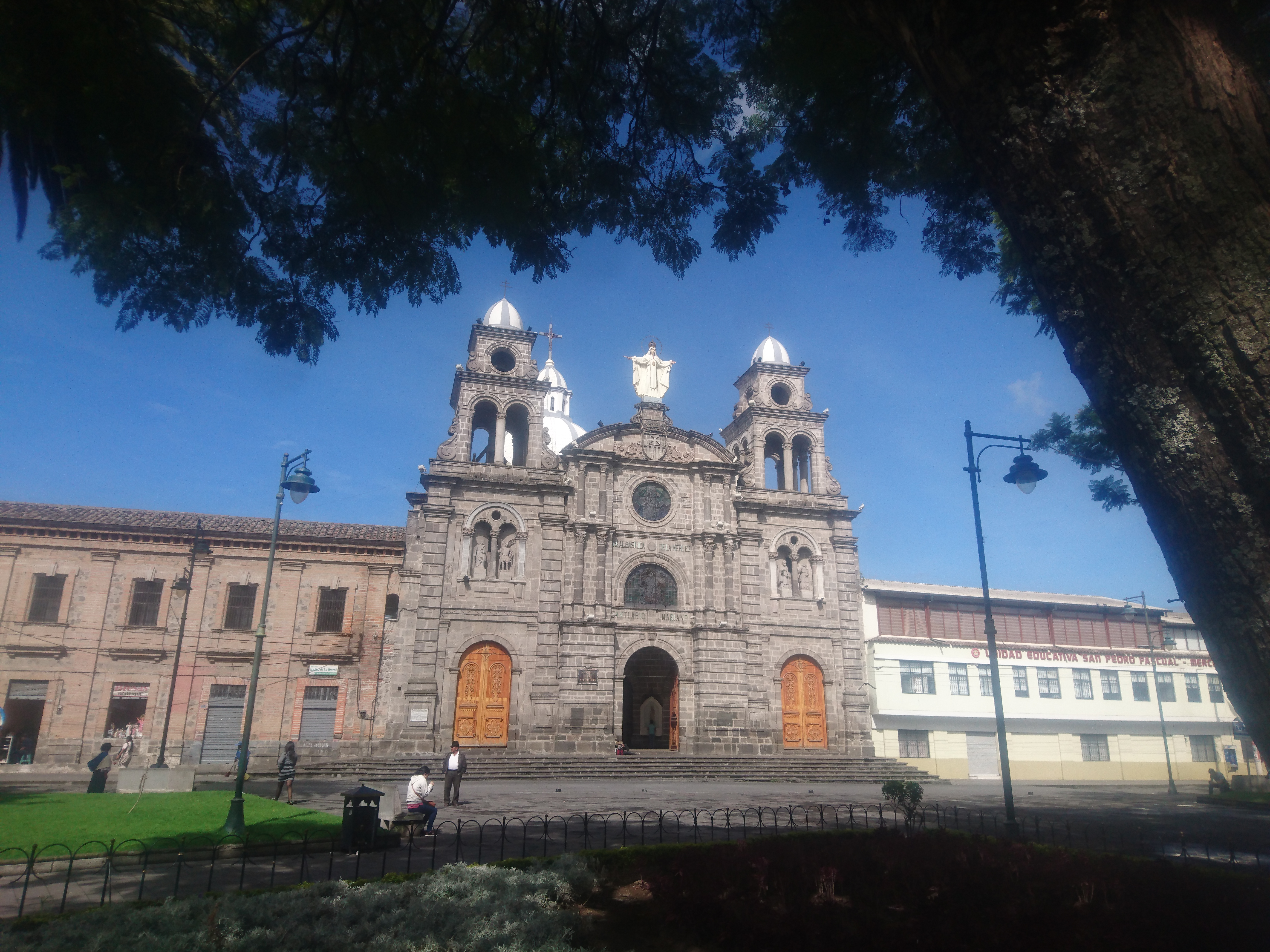
Basiliek Nuestra Señora de La Merced in Ibarra
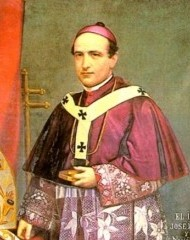
Bisschop José Ignacio Checa y Barba (1866-1868), eerste bisschop
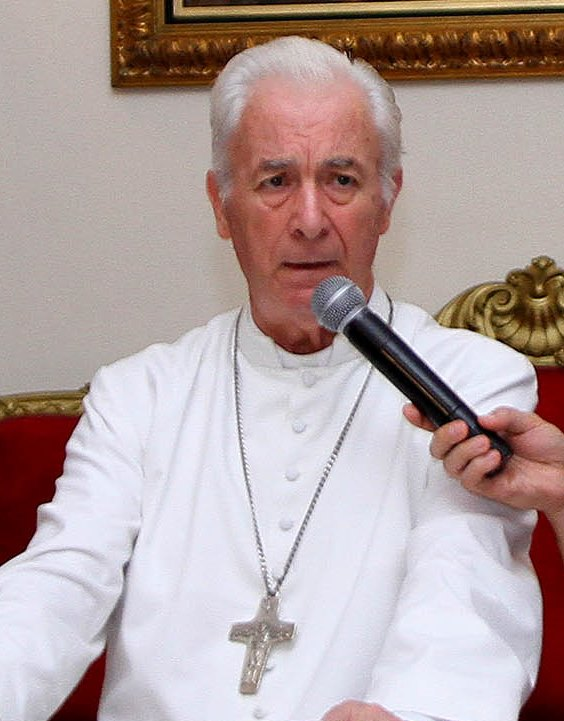
Bisschop Antonio Arregui Yarza (1995-2003)
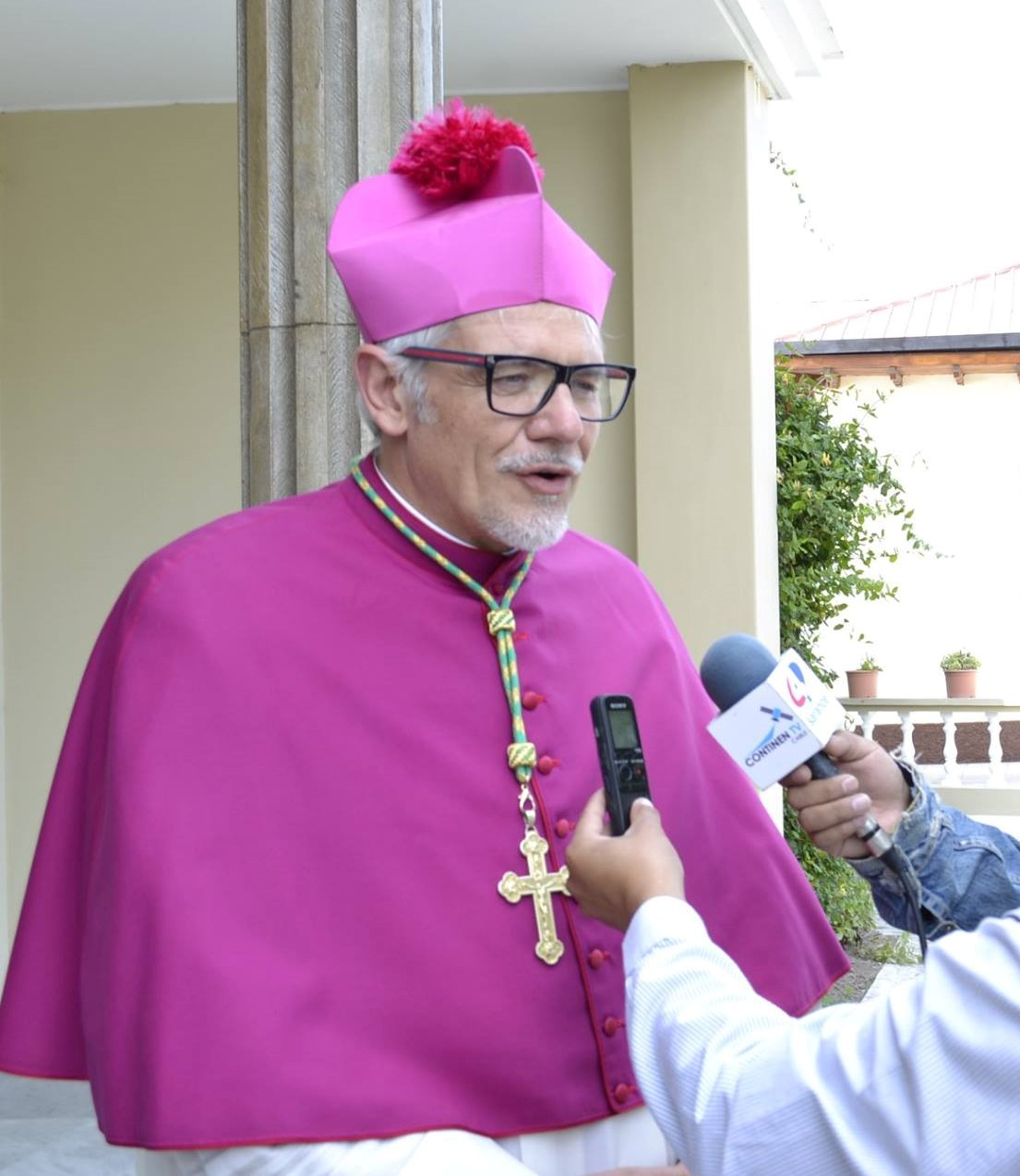
Bisschop Valter Dario Maggi (2011-2018)
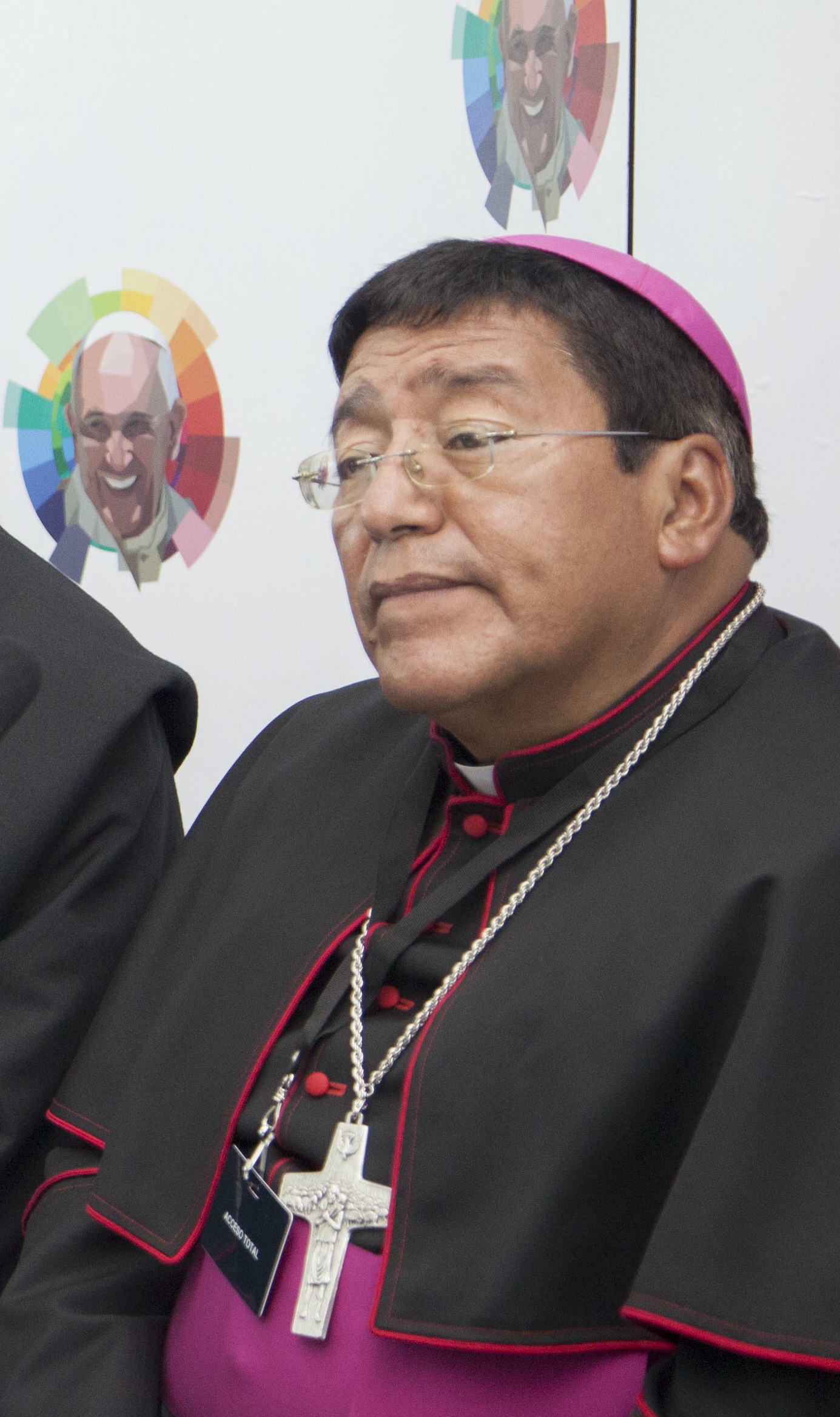
Bisschop Segundo René Coba Galarza (2019-heden)

Quito (aartsbisdom) · Ambato · Guaranda · Ibarra · Latacunga · Riobamba · Tulcán